# Leptoypha minor
Leptoypha minor es una especie de hemíptero heteróptero de la familia Tingidae; es una plaga forestal, de hábito chupador/defoliador que ataca al plátano de sombra (Platanus).

## Distribución
México (Coahulila, Nuevo León, Tamaulipas).

## Descripción
Leptoypha minor es de color café sin mostrar lóbulos ornamentados como en Corythucha.

## Ciclo de vida
Existen de 3-5 generaciones al año. El invierno lo pasan generalmente como adultos. La oviposición se realiza al principio de la estación del crecimiento del árbol, a lo largo de los márgenes de las venas, por el envés de la hoja. 
Los huevecillos son insertados son parcialmente insertado en el envés de la hoja. Las ninfas son gregarias durante los primeros estadios y posteriormente se dispersan en el follaje de la rama infestada.

## Daños
Las hojas se despigmentan, tomando una coloración gris plomizo, terminando por secarse y caer. En el envés, se observan pequeñas gotas de color negro parecidas a quemaduras debidas a la presencia de la melaza que segregan y al desarrollo secundario sobre ella de hongos conocidos como “fumaginas”. La gran cantidad de plátanos de sombra utilizados en jardinería en nuestras ciudades, así como las citas de esta plaga en otros géneros vegetales (Broussonetia, Carya, Fraxinus, Tila) de utilización también ornamental, obliga a considerar la expansión de este insecto como un grave problema para parques y jardines. 

## Intervención química
Hacia el mes de junio, realizar tratamientos mediante inyecciones al tronco con acefato. También se pueden realizar tratamientos contra las formas juveniles de Corythucha ciliata pulverizando la copa con piretroides naturales.